# Тілопо рожевоголовий
Тілопо рожевоголовий (Ptilinopus porphyreus) — вид голубоподібних птахів родини голубових (Columbidae). Ендемік Індонезії.

## Опис
Довжина птаха становить 28 см. Голова, шия і груди яскраво-рожеві. Рожеві груди відділені від живота біло-чорною смугою. Верхня частина тіла темно-зелена з металевим відблиском на крилах і хвості. Кінчики крил і хвоста чорні. Живіт попелясто-сірий, боки оливкові, гузка жовтувата. Дзьоб зеленувато-жовтий, на кінці світліший. Очі червоні, лапи червоні. Самиці мають тьмяніше забарвлення і менші розміри, ніж самці.

## Поширення і екологія
Рожевоголові тілопо мешкають на островах Суматра, Ява і Балі. Вони живуть у вологих гірських тропічних лісах і високогірних чагарникових заростях. Зустрічаються на висоті від 1400 до 2200 м над рівнем моря. Живляться різноманітними плодами і ягодами. Ведуть переважно деревний спосіб життя. Гніздо розміщується на висоті 5-6 м над землею.

## В неволі
Рожевоголовий тілопо вперше був завезений до Англії в 1930 році. В Берлінському зоопарку вид почав утримуватися в 1931 році. Там же в 1932 році рожевоголові тілопо вперше розмножились у неволі. Інкубаційний період тривав 20 днів, пташеня покинуло гніздо на 16 день, однак ще не вміло повноцінно літати.